# Luiheid
Luiheid of ledigheid is een gemoedstoestand die aangeeft dat het een mens of dier ontbreekt aan de vrije wil of intentie om iets te doen. Het tegendeel van luiheid is ijver of werklust.

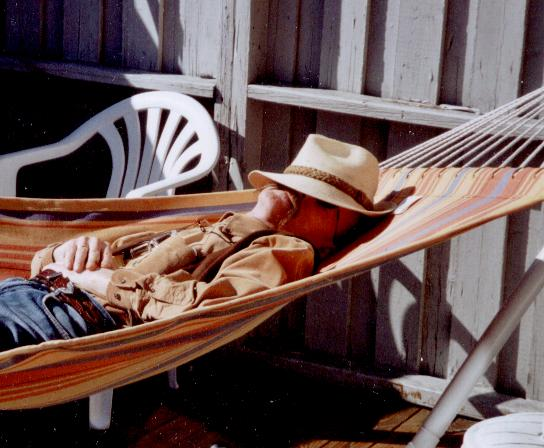
Luierende man in hangmat

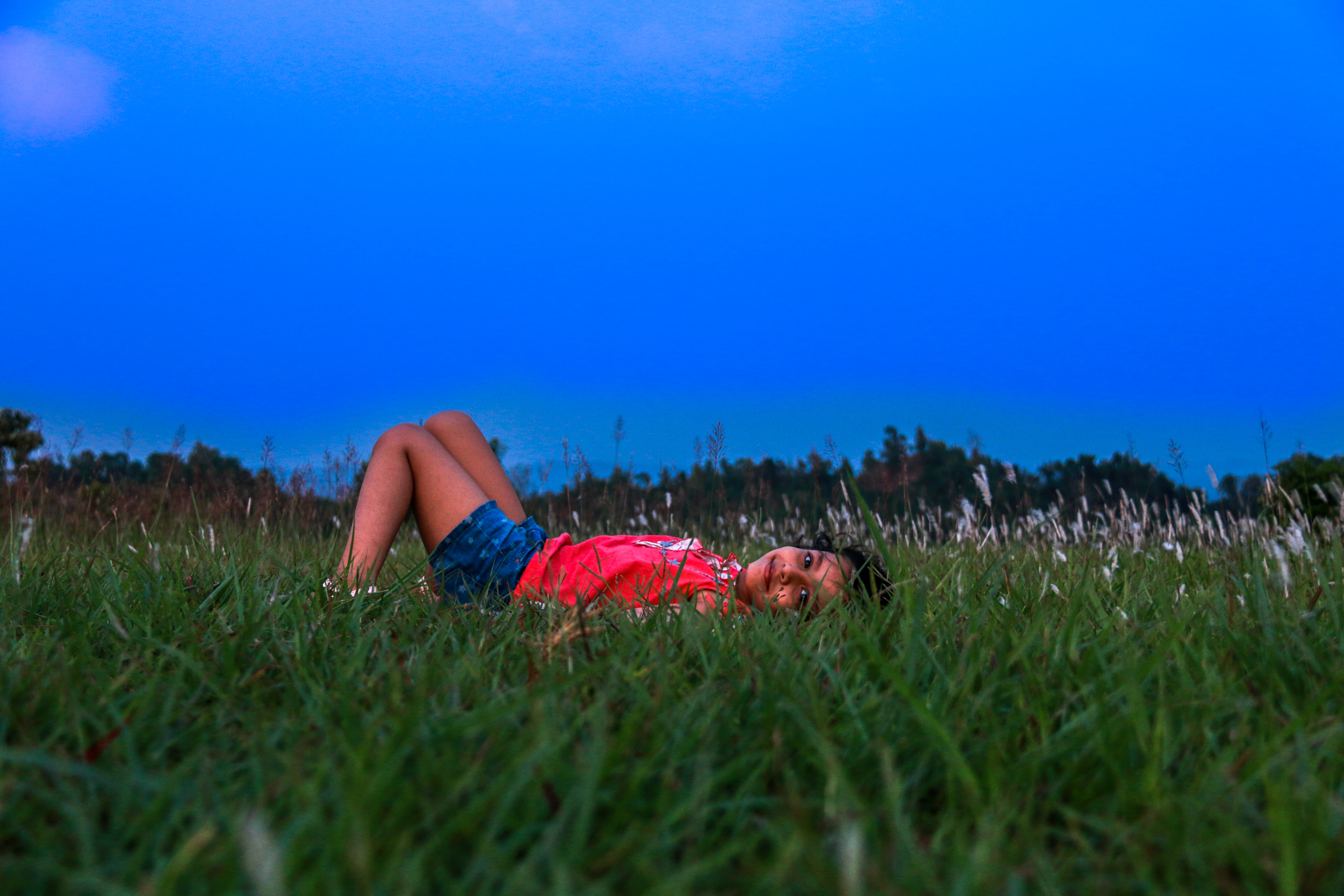
Luierend kind, liggend in het gras

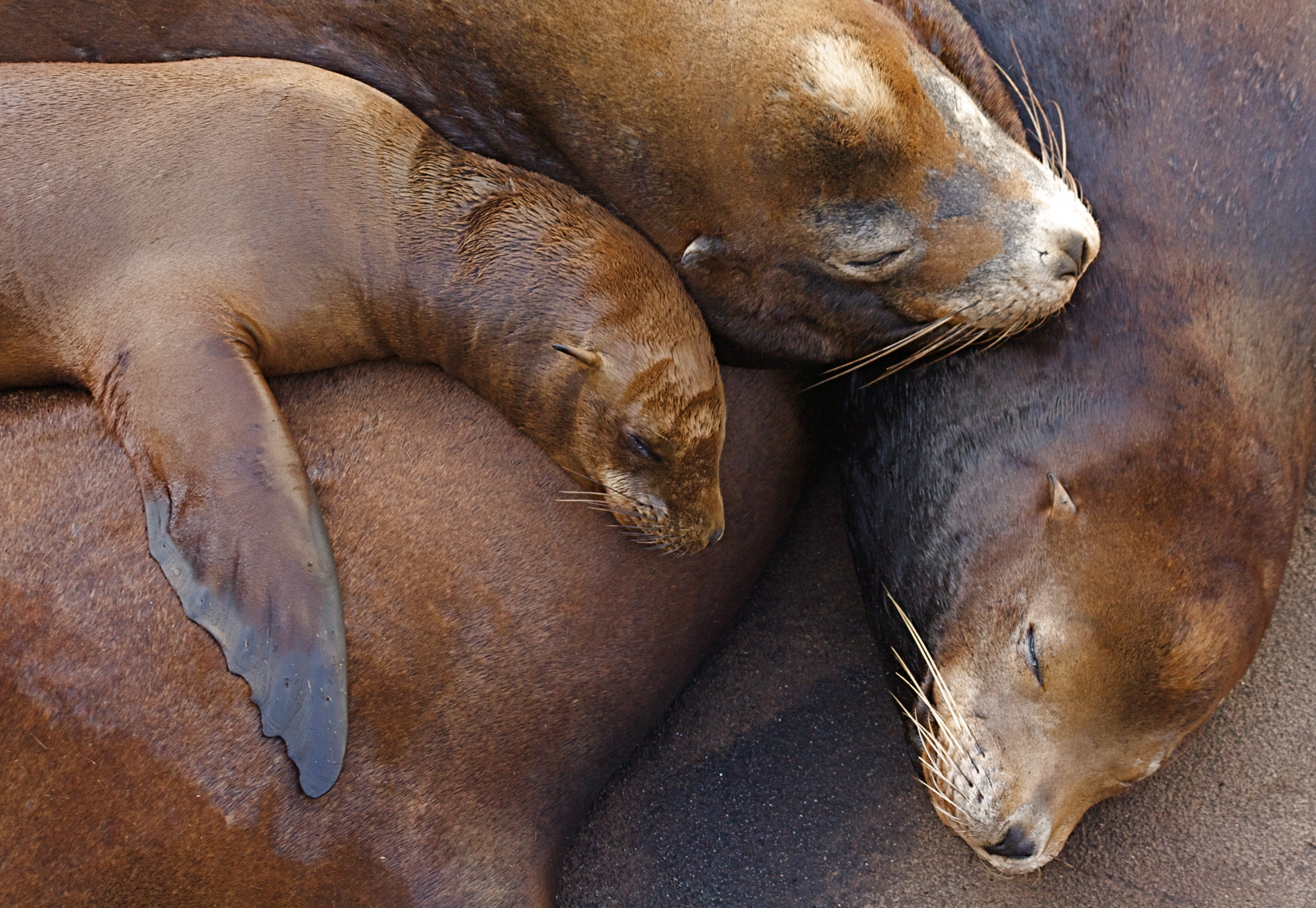
Luierende zeeleeuwen

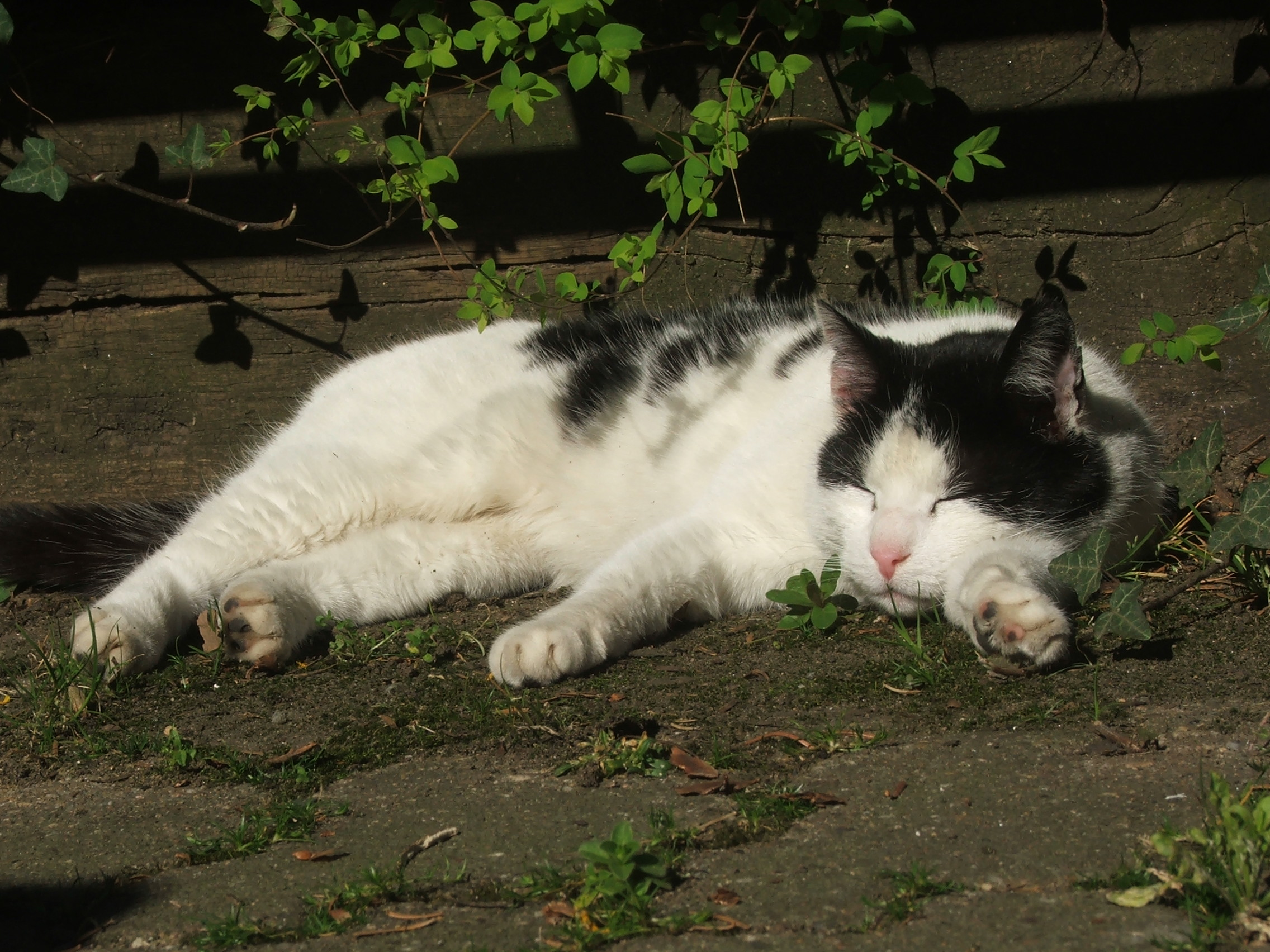
Luierende kat

## Latijn
Het Latijnse begrip ervoor is acedia, wat staat voor gemakzucht, traagheid, luiheid of vadsigheid. Ook indolentia (zonder pijn, zonder moeite te doen) houdt verband met luiheid.

## Religie
Luiheid is een van de zeven hoofdzonden binnen het Christendom. De protestanten geloofden dat hard werken leidde tot een moreel rechtschapen iemand. Ook binnen de Islam kent men de term onder de naam kasal (كَسَل). Vijfmaal per dag bidden helpt volgens Islamieten om de luiheid tegen te gaan.  

## Vormen
Luiheid is een onbewuste keuze als het gedrag voortvloeit uit vermoeidheid of een bewuste keuze als het gedrag gekozen wordt om te herstellen van een periode van intense inspanning. In beide gevallen uit dit zich in het weinig doen van grote fysieke of geestelijke inspanning en beperkt men zich tot zitten of liggen of langer in bed blijven. Ook het ondernemen van passieve recreatie als televisiekijken valt hieronder. Luiheid kan leiden tot chronische pijnklachten, verhoogde bloedsuikerspiegels en overgewicht.

## Connotatie
Hoewel luiheid vaak als negatief wordt beschouwd, zijn er ook voordelen. Het kan stress verminderen en rust brengen.  Volgens een Amerikaans rabbijn helpt het zelfs om mensen bewuster te maken van het belang van zelfzorg. Een kanttekening is dat er ook door wetenschappers wordt aangegeven dat dit geen makkelijke zaak is. Ook wordt luiheid beschouwd als een probleem van de maatschappij. Daarnaast kan luiheid te maken hebben met een gebrek aan zelfvertrouwen, een gebrek aan positieve erkenning door anderen of voortvloeien uit een traumatische gebeurtenis. Het wordt door het lichaam dan ook gezien als waarschuwingssignaal.

## Dierenrijk
Luiheid is geen singuliere menselijke eigenschap: ook diverse diersoorten gebruiken dit als overlevingsmechanisme. Zo zijn er diverse roofdieren die als herstel van een intensieve jachtperiode dit benodigen. Zo brengen vele katachtigen een derde van hun leven luierend door. Ook kolibries kennen momenten van luiheid: zodra ze hun etensvoorraad hebben aangevuld, ondernemen ze lange tijd niets.
- Gemeinsame Normdatei: 4153792-0
- Library of Congress Control Number: sh85075413
- Nationale Bibliotheek van Tsjechië: ph231096
- Nationale Bibliotheek van Israël: 987007560412405171